# Aldo Giovanni Ricci
Aldo Giovanni Ricci (Novara, 23 novembre 1943) è uno scrittore, storico e pubblicista italiano.

## Biografia
Trasferitosi a Roma con la famiglia fin dal 1954, Aldo Giovanni Ricci si laureò in filosofia nel 1966 con Lucio Colletti, di cui divenne assistente volontario per alcuni anni, con una tesi sulla teoria marxiana del valore. Durante tale periodo conseguì il diploma di perfezionamento in filosofia nel 1969 con una tesi di dottorato su Jean Charles Léonard Simonde de Sismondi e il marxismo. Nel 1967 vinse il concorso per archivista di Stato e, nell'ottobre dello stesso anno, venne assegnato all'Archivio Centrale dello Stato di Roma, dove rimase fino al 2009. Durante tale periodo conseguì il diploma in paleografia, archivistica e diplomatica e il diploma dello stage in archivistica presso Les Archives Nationales de France. Dal 1975 al 2002 collaborò come redattore-autore con l'Istituto dell'Enciclopedia Italiana Treccani, in particolare per l'Enciclopedia del '900 e l'Enciclopedia delle scienze sociali.
Presso l'Archivio Centrale dello Stato diresse prima la sala di studio e poi la biblioteca dell'istituto, svolgendo le funzioni di vice-sovrintendente fino al 1997. Dal 1983 al 1987 diresse anche ad interim l'Archivio di Stato di Terni e la dipendente sezione di Orvieto, curando l'inaugurazione della sua nuova sede nel Palazzetto Faina. Dal 1999 al 2013 svolse docenze di storia dei partiti politici e di storia contemporanea presso diverse università. Nel 2002 venne nominato vice-sovrintendente dell'Archivio Centrale e, nel 2004, sovrintendente dello stesso istituto, dirigendolo fino al 2009, anno in cui lasciò il Ministero per i beni e le attività culturali per raggiunti limiti di età. In tale occasione, a cura della Società di scienze ausiliarie della storia, gli viene dedicato il volume Alle radici dell'identità nazionale. Prosopografie storiche italiane. Libro d'oro della nobiltà.
Dal 2006 al 2014 fu presidente dell'Associazione di studi sismondiani, attraverso la quale promosse la digitalizzazione dell'archivio Sismondi, conservato a Pescia, e numerosi incontri di studio. Nel 2009 iniziò una collaborazione con l'Accademia dei Virtuosi al Pantheon, curando il riordinamento e l'inventariazione dell'archivio storico che ne raccoglie la documentazione a partire dalla fondazione, nel 1543, e collaborando agli Annali della stessa Accademia (2009, 2010, 2013, 2014, 2016). Nel 2012 venne nominato accademico pontificio ad honorem.
Da maggio 2010 a giugno 2013 fu delegato del Comune di Roma Capitale per la valorizzazione della memoria storica. Durante tale periodo partecipò come storico ai viaggi della Memoria e del Ricordo dei giovani romani; promosse la riapertura del parco di Forte Bravetta e la realizzazione degli apparati didattici per la conoscenza della storia del forte e degli avvenimenti che vi si svolsero durante l'occupazione tedesca; curò il volume Garibaldi e Roma, dedicato ai poeti e alle poesie (Giosuè Carducci, Giovanni Pascoli, Gabriele D'Annunzio, Cesare Pascarella) che celebrano il rapporto dell'Eroe dei due mondi con la Capitale.

## Attività di ricerca
Durante gli anni presso l'Archivio Centrale dello Stato, oltre alla normale attività istituzionale, promosse numerose iniziative di valorizzazione. Nel 1981, in occasione della donazione dell'archivio di Ugo La Malfa all'Archivio Centrale, curò, insieme a Luisa La Malfa, la mostra storico-documentaria dedicata allo statista, inaugurata dal presidente della Repubblica Sandro Pertini, e il relativo catalogo. Nel 1982, per il centenario della morte di Giuseppe Garibaldi, coordinò l'organizzazione della relativa mostra storico-documentaria. Nel 1983, in occasione del reperimento, nel fascicolo di Carlo Levi della serie Detenuti sovversivi, di nove disegni realizzati nelle Carceri Giudiziarie di Torino durante il suo periodo di detenzione (13 marzo-9 maggio 1934), curò l'organizzazione della mostra storico-documentaria Carlo Levi. Disegni dal carcere 1934. Materiali per una storia, inaugurata dal presidente della Repubblica Sandro Pertini, e il relativo catalogo.
In occasione del quarantesimo anniversario della proclamazione della Repubblica (1946-1986) curò il progetto, il catalogo e l'organizzazione della mostra storico-documentaria La nascita della Repubblica, inaugurata nel giugno 1987 dal presidente della Repubblica Francesco Cossiga. Nella mostra vennero utilizzati sistematicamente i verbali del Consiglio dei Ministri. Nacque così il progetto di una loro pubblicazione per gli anni della transizione verso la democrazia, sostenuto anche dalla Presidenza del Consiglio dei ministri. Curò quindi l'edizione critica dei Verbali del Consiglio dei Ministri (1943-1948) in 10 volumi di 15 tomi, che uscirono fra il 1904 e il 1908. Anche per questa iniziativa il presidente della Repubblica Oscar Luigi Scalfaro, il 6 maggio 1996, gli conferì l'onorificenza di grande ufficiale dell'Ordine al merito della Repubblica Italiana.
Dal 1998 al 2017 collaborò alle iniziative del Centro europeo Giovanni Giolitti per lo studio dello Stato, diretto da Aldo Alessandro Mola. Da luglio 2017 tale collaborazione proseguì con l'Associazione di Studi Storici Giovanni Giolitti, diretta da Mola. Dal 1999 al 2003 svolse docenze sulle fonti d'archivio presso la facoltà di Economia dell'Università di Pisa. Nel settembre 2001, in occasione del centenario della morte di Francesco Crispi, organizzò il convegno Francesco Crispi. Costruire lo Stato per dare forma alla Nazione.
Dal 2003 al 2013 tenne il corso di storia contemporanea presso la facoltà di Lettere dell'Università Guglielmo Marconi di Roma.  Dal 2004, in seguito alla nomina a sovrintendente dell'Archivio Centrale dello Stato, aprì l'archivio anche a numerose iniziative espositive di arte contemporanea. Nel 2005 curò la mostra su La casa delle armi, l'opera progettata per il Foro Italico di Roma nel 1936 dall'architetto Luigi Moretti, il cui archivio è conservato presso l'Archivio Centrale. Nel 2007, in occasione del centenario della nascita dello stesso architetto, progettò e curò la mostra Moretti visto da Moretti. Dal 2006 iniziò la collaborazione con l'Istituto Storico per il pensiero liberale, diretto da Fabio Grassi Orsini, partecipando ai convegni e alle iniziative scientifiche dell'Istituto. Dal 2007 iniziò la collaborazione al bimestrale Libro aperto, per il quale curò anche una serie di pubblicazioni apparse nella collana Le riedizioni dei classici.
Nel biennio 2007-2008 svolse il corso di storia dei partiti e dei movimenti politici presso la facoltà di scienze politiche dell'Università degli Studi Internazionali di Roma. Fra il 2007 e il 2009 curò, con Aldo Alessandro Mola, l'opera Giovanni Giolitti, al Governo, in Parlamento e nel Carteggio, 3 volumi in 5 tomi. Nel 2008, in occasione del 60° dell'entrata in vigore della Costituzione della Repubblica Italiana, progettò la mostra storico-documentaria Repubblica e Costituzione. L'anno successivo progettò e curò, presso il Museo di Roma in Trastevere, la mostra fotografica sulla prima guerra mondiale La guerra della Nazione. Fra il 2009 e il 2013 svolse lezioni di storia contemporanea al master Esperti in politica presso la Libera Università Maria Santissima Assunta di Roma.

## Attività pubblicistica
Aldo Giovanni Ricci collaborò alle pagine culturali dei quotidiani Il Messaggero (1978-1985), Avanti! (1984-1990), L'Indipendente (1991-1994) e Il Tempo (1994-2005); al mensile Mondo Operaio (1975-1992); partecipò alla fondazione del bimestrale Il Leviatano. Problemi della libertà e del socialismo (maggio 1976-febbraio 1977); collaborò alla rivista Ragionamenti su fatti e le immagini della storia (1980-1989); al bimestrale Nuova Storia Contemporanea dal 1999. Nel 2005 partecipò alla fondazione del mensile Storia in rete; fa parte del suo comitato scientifico, curando la rubrica Libri e recensioni. Dal 2008 collabora al bimestrale Libro Aperto.

## Opere
- Introduzione a Nikolaj I. Bucharin, Critica dell'economia politica, Samonà e Savelli, Roma, 1970;
- Introduzione a Karl Kautsky, Il programma di Erfurt, Samonà e Savelli, Roma, 1971;
- Sismondi e il marxismo, Bulzoni editore, Roma, 1972;
- Introduzione a Henryk Grossmann, Sismondi e la critica del capitalismo, Laterza, Bari, 1972;
- Introduzione a Daniel de Foe, Le avventure del capitano Singleton, Savelli, Roma, 1975;
- Introduzione a Daniel de Foe, La vita e le straordinarie, sorprendenti avventure di Robinson Crusoe, Garzanti, Milano, 1976;
- Ministero per le Armi e Munizioni. Decreti di ausiliarietà, Inventario, (con Francesca Romana Scardaccione), Ministero per i Beni Culturali e Ambientali, Ufficio centrale per i Beni Archivistici, Roma 1991, ISBN 88-7125-042-7.
- I Verbali del Consiglio dei Ministri, luglio 1943-giugno 1948, 10 Voll. in 15 tomi, Presidenza del Consiglio dei Ministri, Roma, 1994-1998;
- Storie della storia d'Italia, Quaderni della F.I.A.P., Roma, 1996;
- Aspettando la Repubblica, Donzelli, Roma, 1996;
- La Revue mensuelle d'économie politique nelle lettere di Théodore Fix a Jean Charles-Léonard Simonde de Sismondi, Ministero per i Beni Culturali e Ambientali, Ufficio Centrale per i Beni Archivistici, Roma, 1999, ISBN 88-7125-157-1;
- Il compromesso costituente, Bastogi, Foggia, 2000;
- La Repubblica. L'aspirazione secolare a governarsi da sé, Il Mulino, Bologna, 2001, ISBN 88-15-08280-8;
- Introduzione ai Verbali del Consiglio dei ministri della Repubblica Sociale Italiana. Settembre 1943-Aprile 1945, a cura di Francesca Romana Scardaccione, voll. 2, Ministero per i Beni e le Attività Culturali. Direzione generale per gli Archivi, Roma, 2002, ISBN 88-7125-219-5;
- Lucio Colletti, Scienza e libertà, (con Pino Bongiorno), Ideazione editrice, Roma, 2004, ISBN 88-88800-17-4;
- Introduzioni ai Verbali del Consiglio dei ministri. Maggio 1948-Luglio 1953, voll.3, a cura di Francesca Romana Scardaccione, Presidenza del Consiglio dei Ministri, Roma, 2005-2007;
- Obbedisco. Garibaldi eroe per scelta e per destino, Palombi, Roma, 2007, ISBN 978-88-6060-114-8;
- Gli atti del procedimento in morte di Pier Luigi Farnese. Un'istruttoria non chiusa, Banca di Piacenza, 2007;
- Giovanni Giolitti al Governo, in Parlamento, nel Carteggio, 3 voll. in 5 tomi, (con Aldo A. Mola), Bastogi editore, Foggia, 2007-2009;
- Esercizi sismondiani, 1970-2005, Edizioni Polistampa, Firenze, 2008, ISBN 978-88-596-0468-6;
- Introduzione a Filippo Turati, Rifare l'Italia e altri scritti, Talete edizioni, Roma, 2008;
- La rinascita dei partiti in Italia. 1943-1948 (con Pino Bongiorno), Nuova Cultura, Roma, 2009, ISBN 978-88-6134-308-5;
- La breve età degasperiana. 1948-1953, Rubbettino, Soveria Mannelli, 2010;
- Ricordi e pensieri su Giuseppe Mazzini, Palombi editori, Roma, 2011;
- I governi che hanno fatto l'Italia. I verbali dei ministeri Cavour. 1859-1861, Palombi editori, Roma, 2011;
- Marx tra formule, dialettica e profezie. La magnifica illusione, Palombi editori, Roma, 2013, ISBN 978-88-6060-498-9;
- Giovanni Raineri, Memorie di guerra e di governo, Istituto per la storia del Risorgimento italiano, Comitato di Piacenza, 2016.
- Riflessioni di un uomo solo, saggio introduttivo a Luigi Federzoni, Diario inedito. 1943-1944, pp. XXXV-LII, a cura di Erminia Ciccozzi, con saggio introduttivo di Aldo A. Mola, Pontecorboli editore, Firenze, 2019, ISBN 978-88-3384-027-7
- Il secondo governo Salandra. 5 novembre 1914-17giugno 1916, in La fatalità della guerra e la volontà di vincerla, Classe dirigente liberale, istituzioni e opinione pubblica, a cura di Rossella Pace, pp. 49–60, Rubbettino, Soveria Mannelli, 2019, ISBN 978-88-4985-905-8.
- Grande guerra: armi, distruzioni e ricostruzioni; Vittorio Emanuele III e i socialisti; Le molte facce dell'antifascismo; Genesi della Costituzione: tra partiti e ideologie, in AA.VV., Il regno di Vittorio Emanuele III (1900-1946). Vol.I Dall'età giolittiana al consenso per il regime (1900-1937), a cura di Aldo A. Mola, pp. 43–52, 175-186, 355-360, 411-420, Bastogi Libri, Roma, 2020.
- La Repubblica Sociale Italiana e la sua influenza sull'Italia del dopoguerra, in AA.VV., Il regno di Vittorio Emanuele III (1900-1946). Vol.II, Gli anni delle tempeste. Meditazioni, ricordi e congedo, a cura di Aldo A. Mola, pp. 127–142, Rubbettino Libri, Roma, 2021.
- Come Mussolini sorvegliava l'emigrazione politica, in Il libro nero degli italiani nel Gulag, a cura di Francesco Bigazzi, pp. 51–64, Leg edizioni srl, Gorizia, 2022. ISBN 978-88-6102-772-5.
- Le fonti dell'Archivio Centrale dello Stato e dell'Archivio di Stato di Roma. L'Italia a Roma in punta di piedi, in La breccia di Porta Pia. 1 Raccolta di studi nel 150º anniversario (1870-2020), a cura di Francesco Anghelona, Pierantonio Piatti, Emilio Tirone, pp. 345–356, Libreria Editrice Vaticana, Città del Vaticano, 2022, ISBN 978-88-266-0705-4.
- Elogio della Storia. L'Italia nella guerra civile europea. 1914-1953, Oaks Editrice, 2024, ISBN 9791281704121

## Premi e onorificenze
- Premio Minturnae di saggistica storica (31 ottobre 2001);
- Premio Luciano Cirri per la ricerca storica (16 novembre 2003);
- Premio Righetto per gli studi su Garibaldi (giugno 2008);
- Premio Carducci per la ricerca storica (giugno 2009).